# Renault N7Q e N7U
Le due sigle N7Q e N7U identificano due motori a scoppio prodotti dalla Casa automobilistica svedese Volvo e utilizzati dal 1995 al 2000 dalla francese Renault.

## Caratteristiche e versioni
Questi due motori appartengono alla vasta famiglia dei motori modulari Volvo. La Casa svedese, infatti, oltre a utilizzarli per i suoi modelli, ha permesso alla Renault di utilizzarli per alcune sue applicazioni.

### N7Q
Il motore N7Q è un motore da 1.9 litri di cilindrata (1948 cm³), e per quanto riguarda la Renault è stato montato su:
- Renault Laguna Mk1 2.0 16v (1995-98);
- Renault Safrane 2.0 16v RXE (1996-2000).

Presso la Volvo, questo motore è noto con la sigla B4204S.

### N7U
Il motore N7U, invece, aveva una cilindrata di 2435 cc, e oltre ai vari modelli Volvo è stato montato solo su un modello Renault, ossia la Renault Safrane 2.4 20v RXT (1996-2000).
La Volvo identifica questo motore con la sigla B5244S.